# Ninnis Glacier
Ninnis Glacier är en glaciär i Antarktis. Den ligger i Östantarktis. Australien gör anspråk på området. Ninnis Glacier ligger 49 meter över havet.
Terrängen runt Ninnis Glacier är platt åt nordväst, men åt sydost är den kuperad. Trakten är obefolkad. Det finns inga samhällen i närheten.